# .zr
.zr es el antiguo dominio de nivel superior geográfico (ccTLD) para Zaire. Debido a que el país fue renombrado a República Democrática del Congo en 1997, .zr fue reemplazado por .cd en 2001.